# Fahrensodde

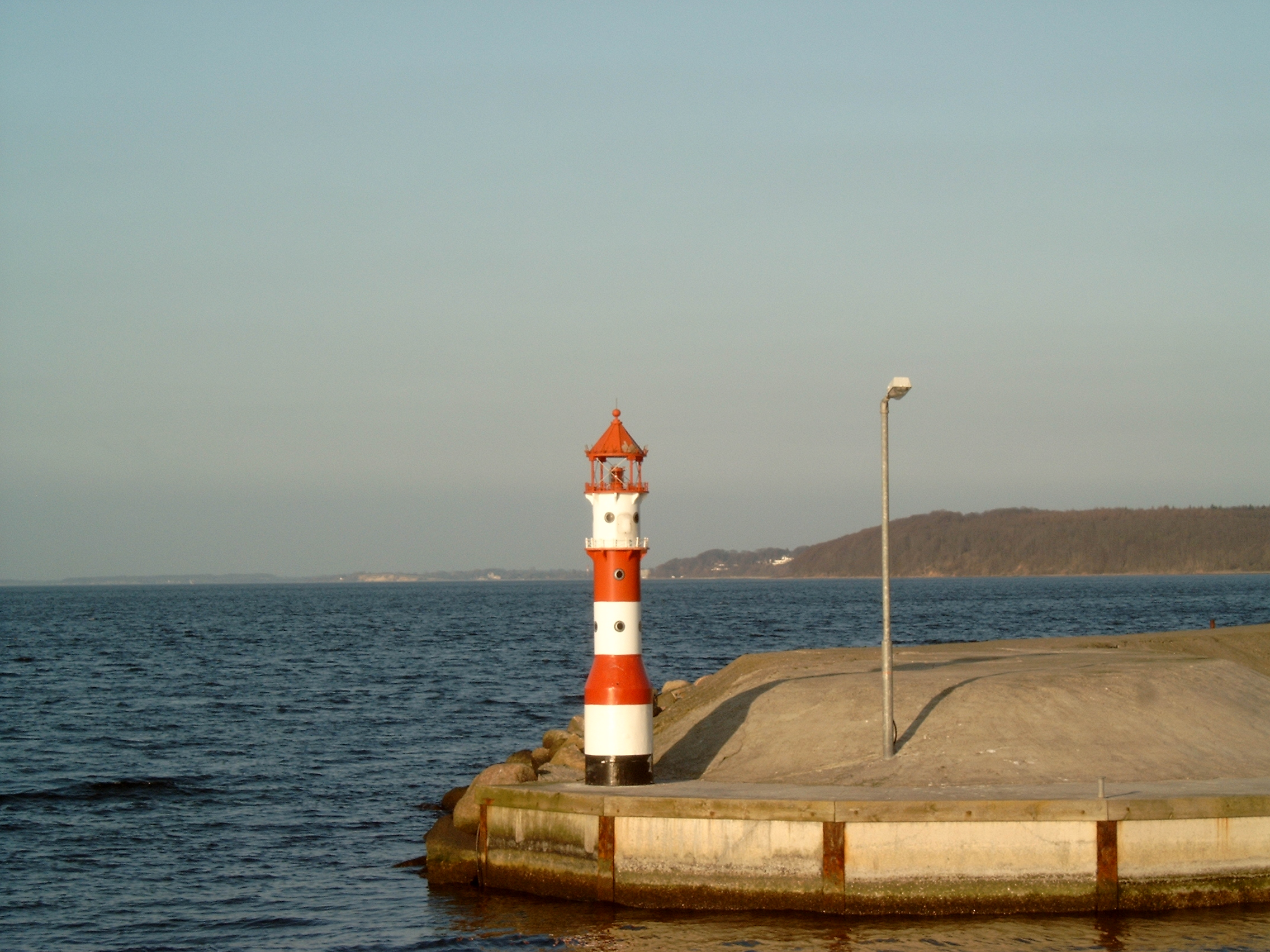
Das kleine Molenfeuer an der Einfahrt zum Yachthafen Fahrensodde

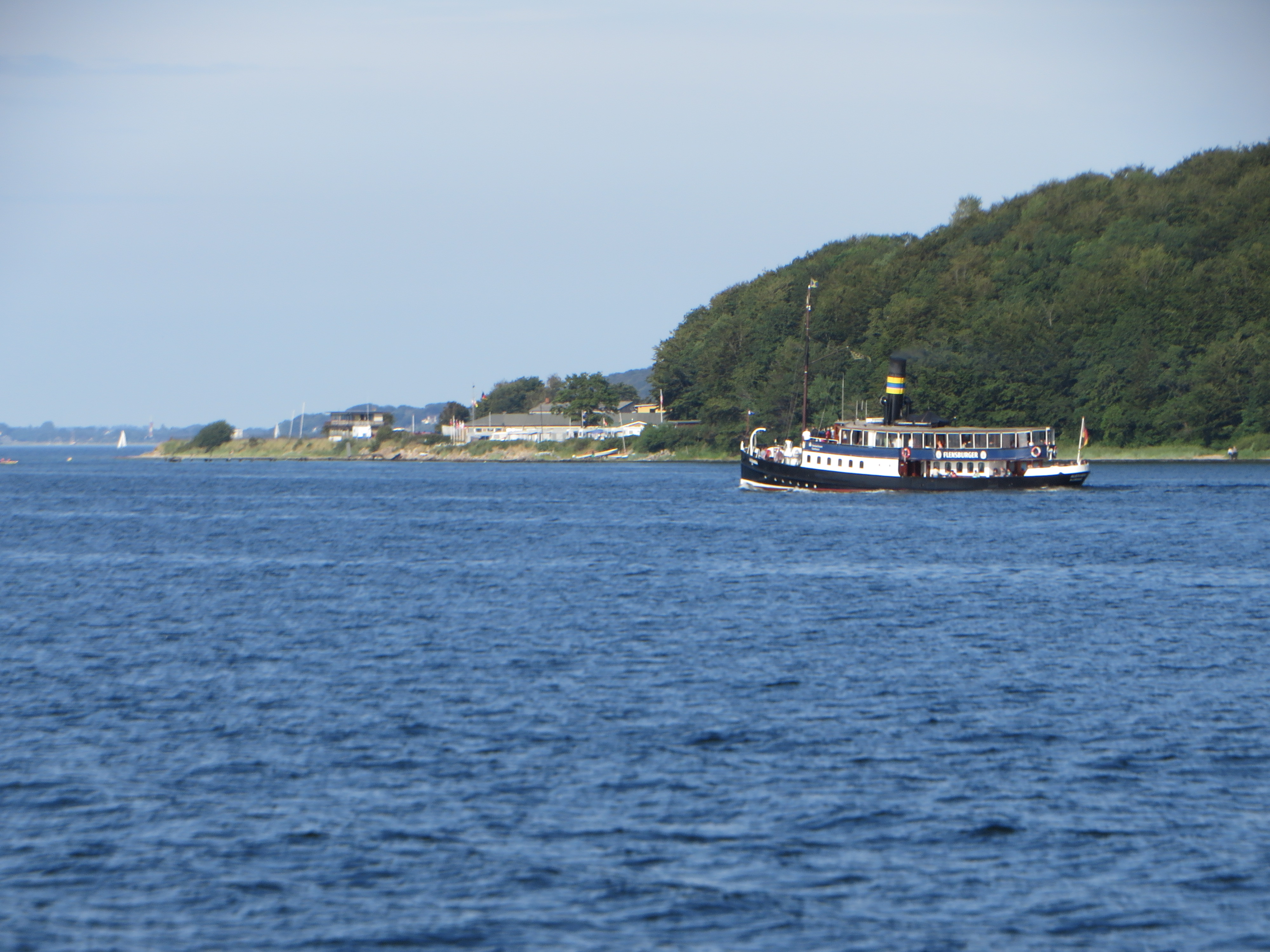
Das Dampfschiff Alexandra fährt an Twedter Mark und Fahrensodde entlang (2015)

Der Ort Fahrensodde (dänisch Farensodde oder auch Farnæsodde) ist ein Küstenvorsprung mit gleichnamigem Strand, Straße sowie Fischerei- und Yachthafen an der Flensburger Innenförde.

## Lage
Der im Flensburger Stadtteil Mürwik gelegene Ort, erreichbar über den Hauptzufahrtsweg Twedter Strandweg, ist dem Stadtbezirk Solitüde zugeordnet. Oberhalb von Fahrensodde liegt das Ferienhaus- und Wohngebiet Strandfrieden, das mit Fahrensodde optisch verwachsen ist. Am östlichen Rand von Fahrensodde grenzt die Cäcilienschlucht an.

## Geschichte
Der Name der 1583 erstmals erwähnten Siedlung namens Farrensodde weist auf eine Landzunge (dänisch: odde) hin, die zur Überfahrt nach Kollund genutzt wurde. Die damals aus fünf Katen bestehende Siedlung gehörte zu Twedter Holz. Eigentümer der Katen war ein Kloster. Spätere Erwähnungen in Hospitalsrechnungen schrieben den Ort als Fahrens Odde (1618 und 1624), Farrensödde (1631), Auf Fahrens Odde (1698), Fahrensöde (1697 und 1704) sowie Fahrensoe (1730, 1733 und 1795).
Noch in der Kaiserzeit wurde der Seefliegerhorst Fahrensodde auf der Landzunge eingerichtet.
Anfang Mai 1945, zum Ende des Zweiten Weltkriegs, gehörte Fahrensodde zum Sonderbereich Mürwik. Damals verscharrte eine SS-Begleitmannschaft des dort gestrandeten Lastkahns Ruth 26 Leichen am Badestrand von Fahrensodde. Die Toten stammten von einer mehrtägigen Irrfahrt über die Ostsee mit ursprünglich 960 KZ-Häftlingen aus dem Lager Stutthof bei Danzig, von denen nur noch 630 die Überfahrt überlebten.
Anfang der 1960er-Jahre erfolgte die Anlage eines neuen Yachthafens namens Fahrensodde, der seitdem Sitz zweier Segelvereine ist: der Segler-Vereinigung Flensburg (SVF) von 1910 und des Segelclubs der dänischen Minderheit Flensborg Yacht Club (FYC), gegründet 1946, der dort 1963 ein Clubhaus errichtete.
Neben den beiden Segelvereinen hat der Erste Flensburger Kanu-Klub (EFKK) direkten Strandzugang. Er wurde 1928 gegründet und hat heute ca. 300 Mitglieder.

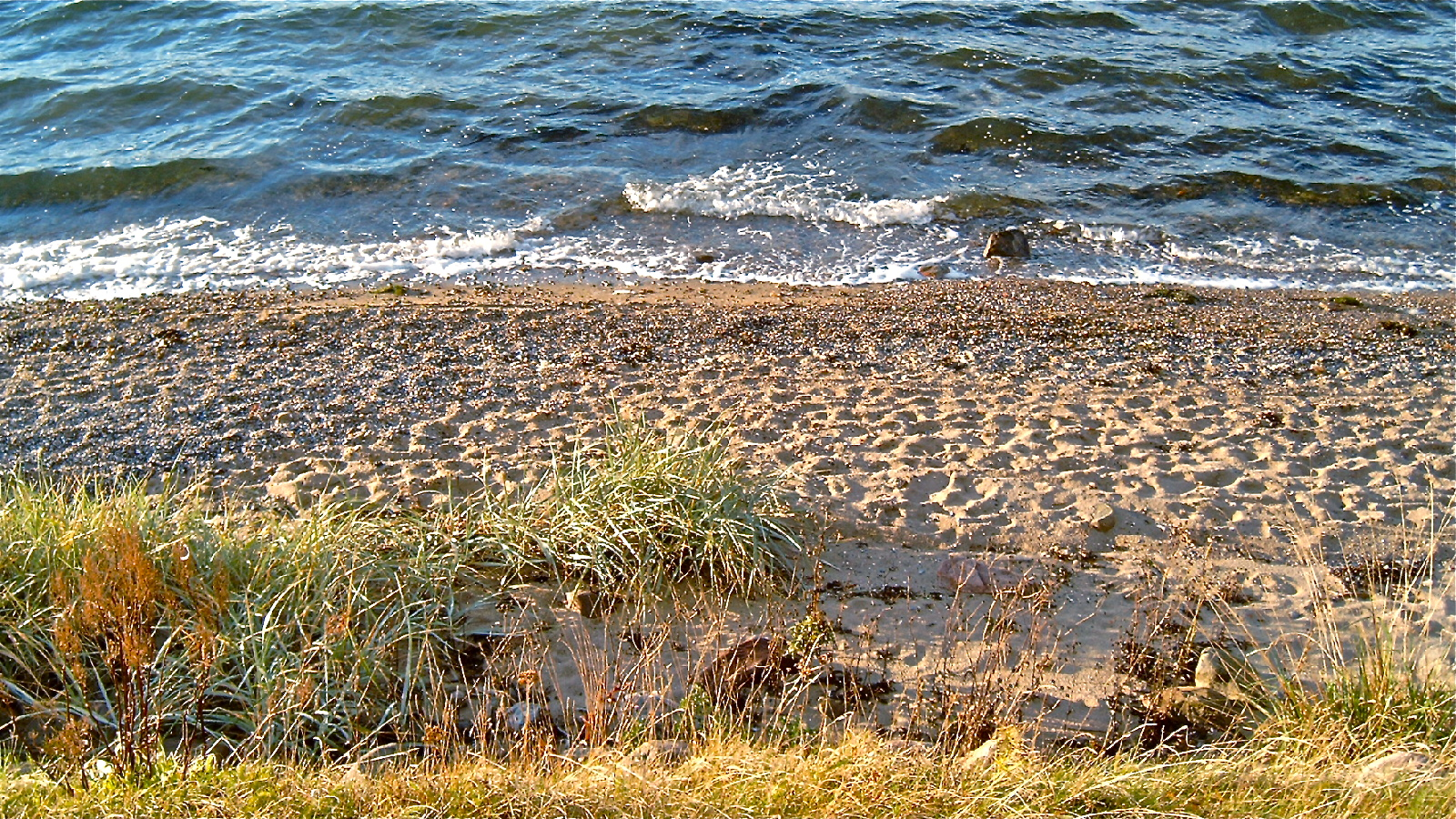
Strand von Fahrensodde (2002)

## Strand
An der Westseite des Yachthafens befindet sich der kleinste der drei Sandstrände im Flensburger Stadtgebiet, kleiner und weniger bevölkert als das Ostseebad an Flensburgs Westufer sowie Solitüde, das mit Fahrensodde über eine Küstenpromenade am Ewoldtweg verbunden ist. In Strandnähe hat die 1950 gegründete und 1976 wiederbelebte Ortsgruppe der Deutschen Lebens-Rettungs-Gesellschaft ihr Hauptquartier mit Sommerherberge. — Ein Stück weiter südöstlich befindet sich des Weiteren der Naturstrand von Twedter Mark.

## Ehemaliger Seefliegerhorst Fahrensodde
In  der Kaiserzeit wurde unweit der 1910 eingerichteten Marineschule Mürwik, direkt bei Fahrensodde, eine Wasserflugstation eingerichtet; sie wurde nach dem Zweiten Weltkrieg aufgegeben. An diese Wasserflugstation erinnerte noch über lange Zeit die Flugzeughalle, die jedoch am 23. Februar 2021 abbrannte. Zuletzt war sie als Einstellhalle für Boote genutzt worden.
Heutzutage nutzen Wasserflugzeuge die unweit gelegene Wasserflugstation Flensburg-Sonwik.

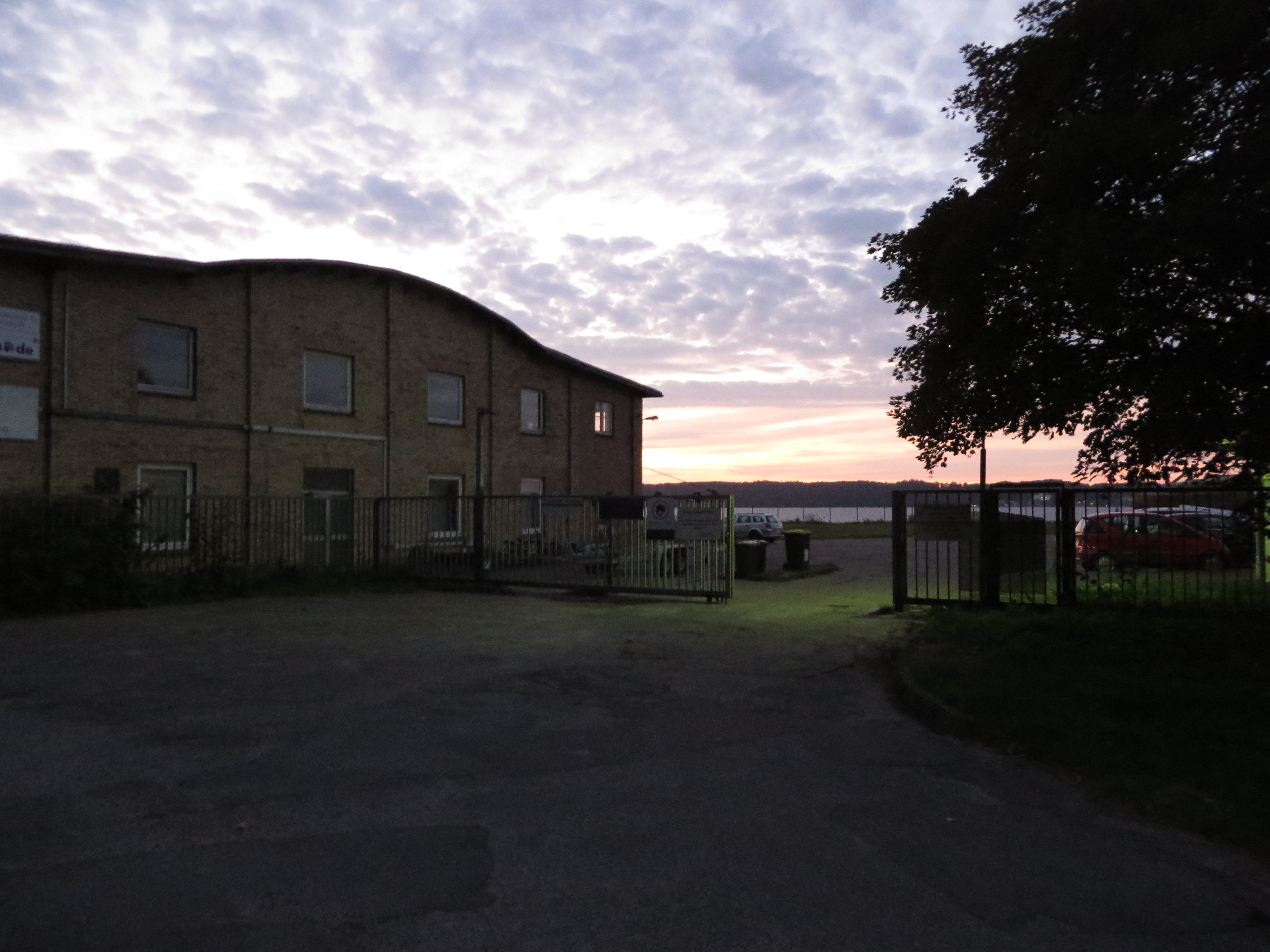
Die alte Flugzeughalle des ehemaligen Wasserflughafens, Foto 2014, abgebrannt 2021
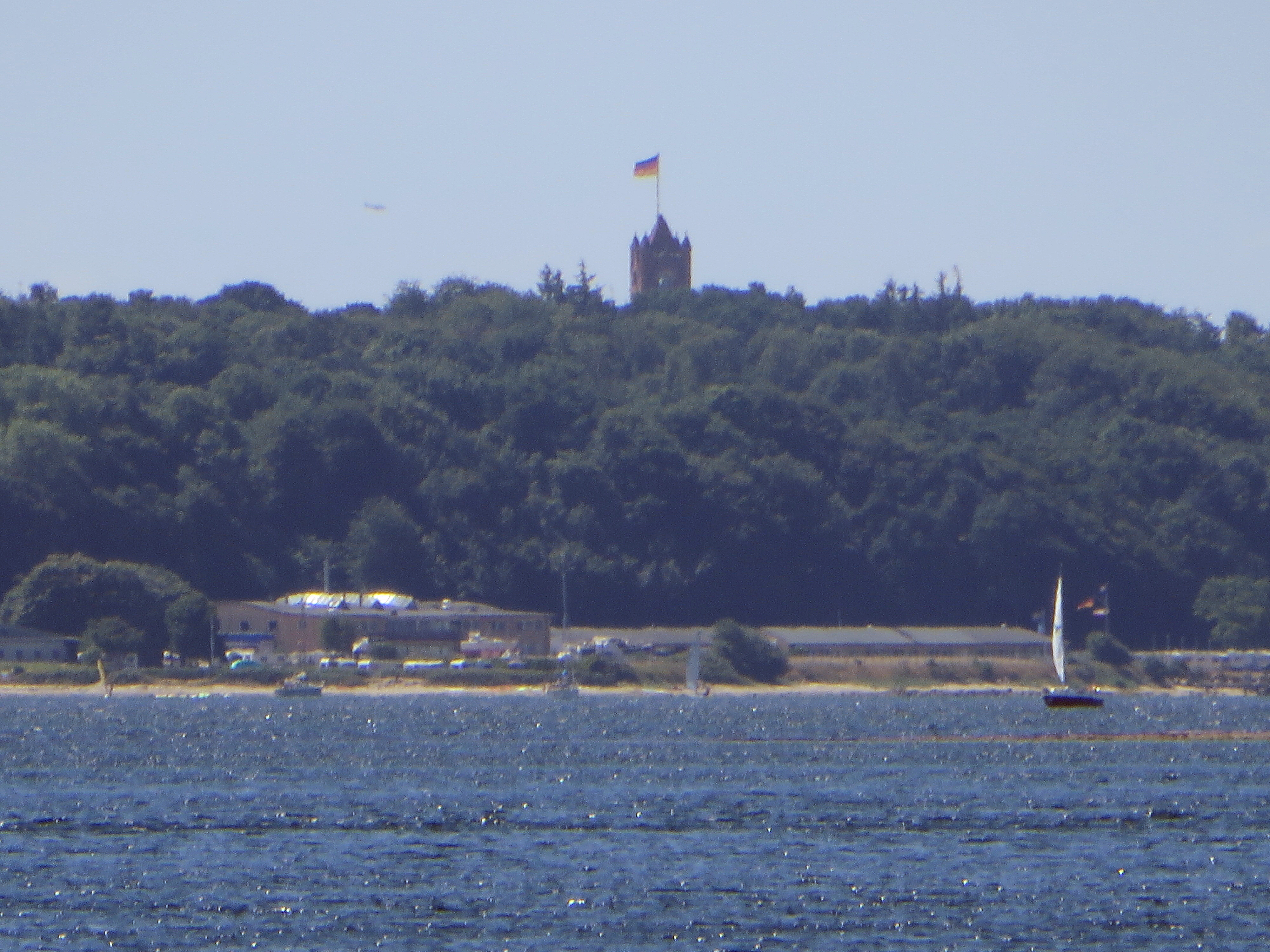
Fahrensodde, mit dem unweit gelegenen Turm der Marineschule Mürwik vom Nordufer der Förde aus betrachtet (2018).

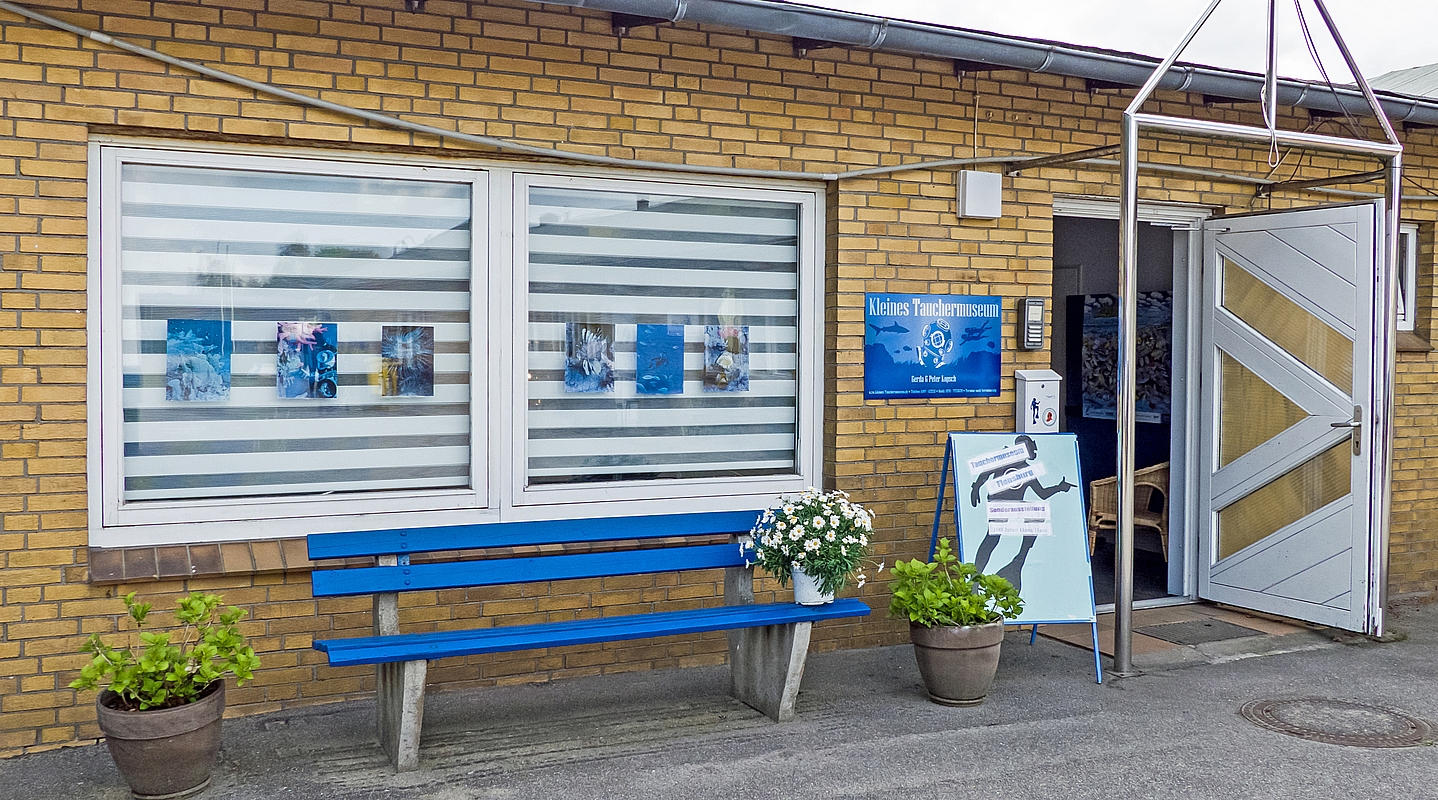
Das Tauchermuseum Flensburg

## Verschiedenes
- Bei Fahrensodde wurde am 15. Oktober 2016 das Tauchermuseum Flensburg eröffnet.[17][18] Das Tauchermuseum musste nach dem Brand der ehemaligen Flugzeughalle 2021 und den folgenden Aufräumungsarbeiten sein Quartier verlassen. Es liegt jetzt unweit des Ostseebad Strandes mit Seebrücke auf der anderen Fördeseite in der Batteriestraße 63.[19]